# Telesto tubulosa
Telesto tubulosa is een zachte koraalsoort uit de familie Clavulariidae. De koraalsoort komt uit het geslacht Telesto. Telesto tubulosa werd in 1909 voor het eerst wetenschappelijk beschreven door Kinoshita. 